# Ludwig Brunow

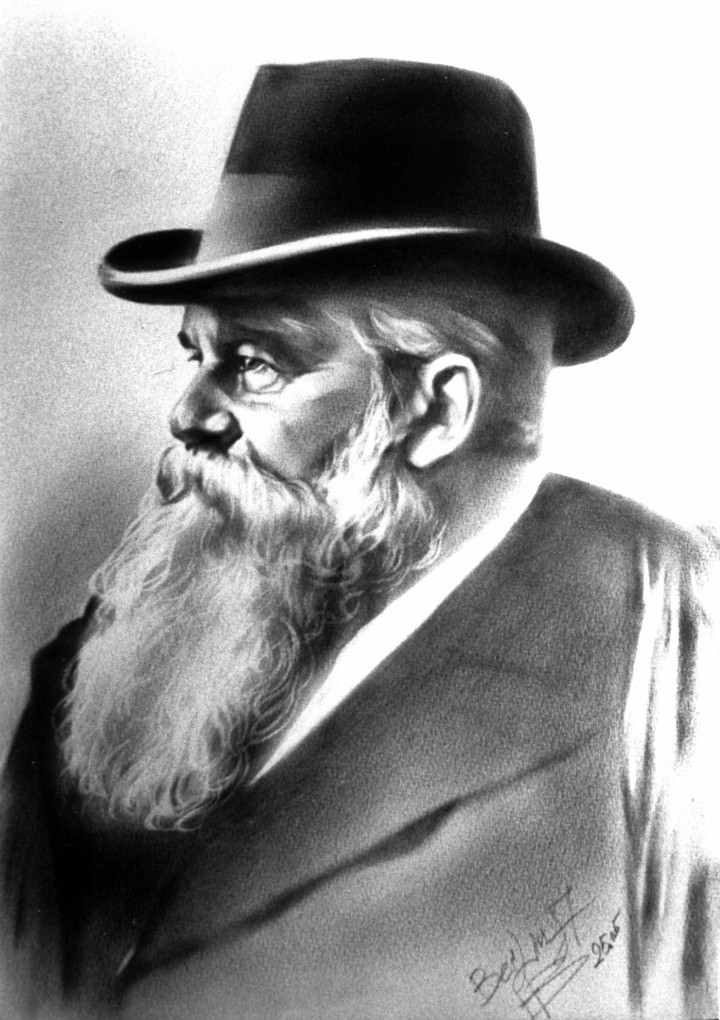
Ludwig Brunow 1898

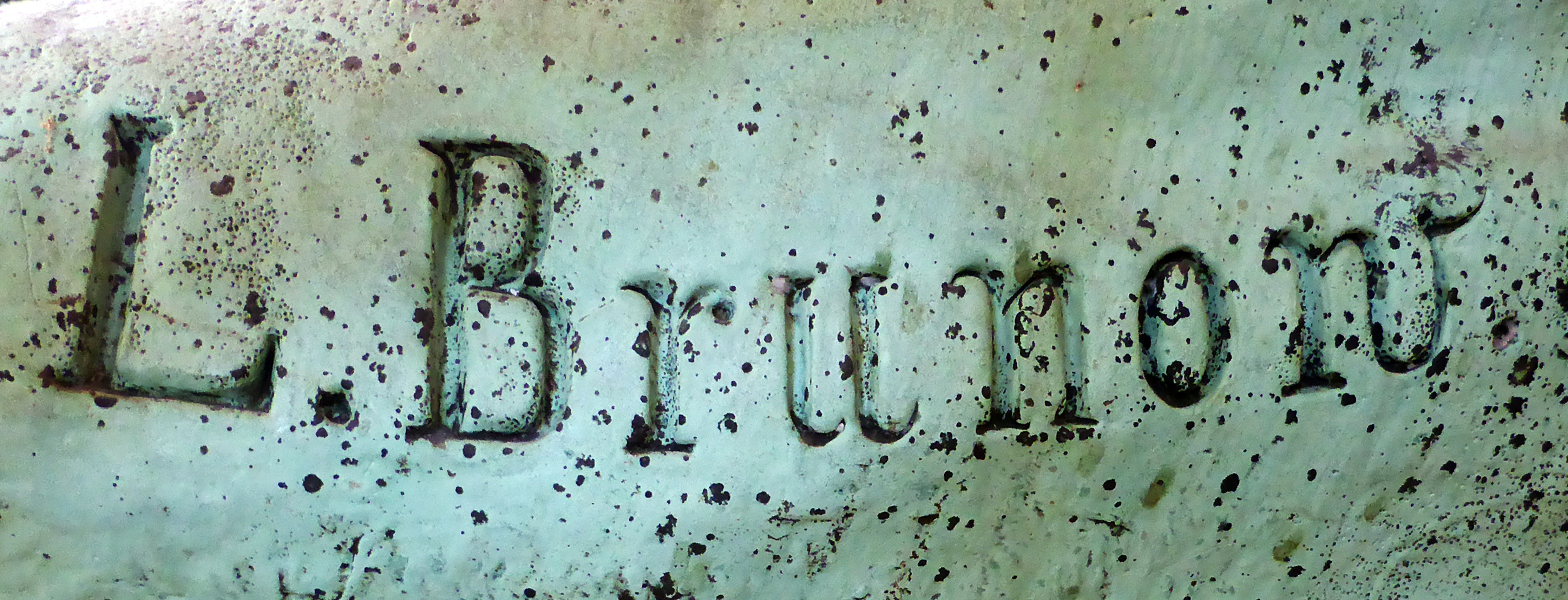
Signatur

Carl Ludwig Friedrich Brunow (* 9. Juli 1843 in Lutheran; † 13. Januar 1913 in Schöneberg (bei Berlin)) war ein deutscher Bildhauer.

## Leben
Ludwig Brunow war ein uneheliches Kind von Sophia Brunow, der Tochter des Küsters in Lutheran. Schon früh musste er als Hirtenjunge arbeiten, holte aber mit großem Fleiß in kürzester Zeit seine fehlende Schulbildung nach. Anschließend absolvierte er eine Tischlerlehre in Lübz. Als Geselle arbeitete er in Rostock, dort nahm er auch Zeichenunterricht.
Brunow wollte 1866 zunächst nach Amerika auswandern, ging dann aber nach Berlin, um an der dortigen Bauakademie in der Bildhauerklasse bei Eduard Lürssen zu studieren. 1867 wechselte er auf Veranlassung von Friedrich Eggers, der das künstlerische Talent erkannte, an die Akademie der Künste Berlin. 1871/73 arbeitete er als Gehilfe und Mitarbeiter bei Rudolf Siemering und Christian Genschow. Erste Auszeichnung war 1876 die „Große Medaille“ der Weltausstellung in Philadelphia, es folgten im gleichen Jahr das Verdienstkreuz in Gold des Hausordens der Wendischen Krone Mecklenburg-Schwerin und 1893 die Ernennung zum „Großherzoglichen Professor“ mit Verleihung des Ritterkreuzes des Hausordens der Wendischen Krone. 1901 löste Brunow sein großes Atelier auf und zog sich von großen Aufträgen zurück.
In seiner Freizeit widmete er sich als Mitglied eines privaten kammermusikalischen Quartetts der klassischen Musik (u. a. mit Karl Eggers und Heinrich Seidel). Zu seinem engsten Freundeskreis gehörten Franz Schwechten und Adolf Slaby.
Seit 1889 war Brunow mit Anna Rosalie Amalie Clara Müller verheiratet. Ihre einzige Tochter verstarb kinderlos bereits 1909.
Seine Grabstätte auf dem Alten-12-Apostel-Kirchhof Berlin ist ohne Grabmal erhalten.

## Leistungen
Die bildhauerische Formensprache der Werke Brunow war anfangs geprägt von jener seines Lehrers Rudolf Siemering. Er möchte sich nach eigener Aussage jedoch nicht in eine Schublade stecken lassen. Seine Figuren orientieren sich an den füllig wirkenden Formen des Neubarock, wie er besonders durch Reinhold Begas und Gustav Eberlein bekannt ist. Das bis heute bekannte Œuvre Brunows zeigt in seiner frühen Schaffenszeit hauptsächlich kleinere Arbeiten, es folgten einige große Aufträge. Von der zeitgenössischen Kritik wurde Brunow als geachteter Künstler charakterisiert, der in seiner Bescheidenheit im Bewusstsein seiner Herkunft nicht nach höchster Reputation strebte.

## Werke

### Denkmäler, Brunnen, Großplastiken
| Person Ereignis Motiv                      | Bild          | Standort Verbleib                      | Art Material                          | Errichtung Einweihung | Weitere Informationen |
| ------------------------------------------ | ------------- | -------------------------------------- | ------------------------------------- | --------------------- | --- |
| 1870/71                                    |               | Rostock, Wallanlagen erhalten          | Obelisk mit Reliefs Sandstein, Bronze | 9. Sep. 1972          | Denkmal für die 1870/71 gefallenen Angehörigen des Meckl. Füsilierregiments nach Gesamtentwurf von Richard Lucae                 |
| 1870/71                                    |               | Rostock, Alter Friedhof zerstört       | Standbild Terrakotta                  | 2. Sep. 1874          | Denkmal für 26 1870/71 gefallene Rostocker nach Gesamtentwurf von Richard Lucae, beschädigtes Denkmal 1973 entfernt und zerstört |
| H. v. Moltke                               |               | Parchim, Moltkeplatz erhalten          | Standbild Bronze                      | 2. Okt. 1876          | Hauptartikel: Moltkedenkmal (Parchim)                                                                                            |
| H. v. Moltke                               |               | Babelsberg, Feldherrenbank zerstört    | Büste Bronze                          | 1882                  | die Reste der Feldherrenbank sind noch vorhanden, die insgesamt 15 Büsten jedoch zerstört (eingeschmolzen Zweiter Weltkrieg)     |
| Friedrich I.                               |               | Berlin-Mitte, Ruhmeshalle erhalten     | Standbild Bronze                      | 1884                  | das Standbild befindet sich seit 1961 auf der Bastion der Burg Hohenzollern                                                      |
| Friedrich Wilhelm II.                      |               | Berlin-Mitte, Ruhmeshalle erhalten     | Standbild Bronze                      | 1884                  | das Standbild befindet sich seit 1961 auf der Bastion der Burg Hohenzollern                                                      |
| Friedrich Wilhelm Kücken                   |               | Schwerin erhalten                      | Müste Marmor                          | 27. Juni 1885         | am Sockel des Denkmals zwei Reliefs: Phantasie des Tonkünstlers und Kunst des Musikers                                           |
| 1870/71 Friedrich Franz II. und Wilhelm I. |               | Lübz, Markt erhalten                   | Obelisk mit Reliefs Granit, Bronze    | 31. Aug. 1885         | die Reliefs sind ein Geschenk des Künstlers an seine Heimatstadt                                                                 |
| Paul Pogge                                 |               | Rostock zerstört                       | Büste Bronze                          | 19. Sep. 1885         | das Denkmal wurde 1945 abgebaut, die Büste eingelagert und erst 1970 entrümpelt                                                  |
| Gustav II. Adolf                           |               | Lützen, Rathaus erhalten               | Standbild Sandstein                   | 1886                  | die Steinausführung übernahm Franz Lange                                                                                         |
| Johann Albrecht I.                         | (1. v. links) | Rostock, Ständehaus erhalten           | Standbild Kupferblech                 | 1891                  | gehört zu einem Ensemble von 4 Statuen (die anderen beiden von Oskar Rassau)                                                     |
| Friedrich Franz II.                        | (2. v. links) | Rostock, Ständehaus erhalten           | Standbild Kupferblech                 | 1891                  | gehört zu einem Ensemble von 4 Statuen                                                                                           |
| Friedrich Franz II.                        |               | Schwerin, Schlossgarten erhalten       | Reiterstandbild Bronze                | 24. Aug. 1893         | Hauptartikel: Reiterdenkmal Friedrich Franz II.                                                                                  |
| Bismarck                                   |               | Elberfeld zerstört                     | Standbild Bronze                      | 31. März 1898         | Hauptartikel: Bismarck-Denkmal (Elberfeld)                                                                                       |
| Herzog Friedrich Wilhelm (Mecklenburg)     |               | Kiel, Garnisonskirche erhalten         | Relief Bronze                         | 22. Sep. 1898         | das Relief ist nach Verlust 1957 erneuert worden                                                                                 |
| Friedrich Franz II.                        |               | Essen-Stoppenberg, Am Hallo zerstört   | Büste Bronze                          | 1898                  | Siehe Kaiser-Wilhelm-Turm (Essen), im Zweiten Weltkrieg eingeschmolzen                                                           |
| Wilhelm I.                                 |               | Erfurt, Kaiserplatz zerstört           | Reiterstandbild Bronze                | 25. Aug. 1900         | im Zweiten Weltkrieg eingeschmolzen                                                                                              |
| Friedrich Franz II.                        |               | Görlitz, Ruhmeshalle zerstört          | Büste Marmor                          | 28. Nov. 1902         | (im Bild 2. von rechts) 1945 von den polnischen Behörden entfernt und zerstört, das Gebäude ist als Kulturhaus erhalten          |
| Ernst Dircksen                             |               | Berlin, Bahnhof Friedrichstr. zerstört | Büste Bronze                          | 13. Okt. 1902         | im Zweiten Weltkrieg eingeschmolzen                                                                                              |
| Hermann Löhlein                            |               | Gießen, Frauenklinik verschollen       | Marmor                                | 25. Nov. 1903         | wahrscheinlich beim Bombenangriff am 6. Dezember 1944 mit dem Hauptgebäude der Frauenklinik zerstört                             |
| Friedrich Stegemann                        |               | Parchim, Wall erhalten                 | Relief Bronze                         | 1906                  | nach mehrfachen Beschädigungen heute im Museumshof                                                                               |

### Großplastiken, Brunnen
| Motiv                         | Bild | Standort Verbleib                             | Art Material                                | Errichtung Einweihung  | Weitere Informationen |
| ----------------------------- | ---- | --------------------------------------------- | ------------------------------------------- | ---------------------- | --- |
| Obotrit, sein Pferd bändigend |      | Schwerin, Schlossbrücke erhalten              | Zinkguss                                    | 1871, Aufstellung 1873 | Brunow modellierte das 1:1 Gussmodell, der Entwurf stammt von Christian Genschow |
| allegorische Figuren (?)      |      | Kaarz, Schloss teilweise zerstört             | Zinkguss                                    | 1873                   | Art und Umfang dieser Arbeiten sind bisher nicht dokumentiert |
| allegorische Figuren (?)      |      | Charlottenburg, Siemens-Villa zerstört        | Standbilder Terrakotta (?)                  | um 1877                | 1874/77 fanden an der Siemens-Villa in Charlottenburg (Berlinerstr. 34/36) durch Richard Lucae Um- und Anbauten statt; das Haus fiel einem Bombenangriff im November 1943 zum Opfer                 |
| allegorische Figuren (?)      |      | Berlin-Mitte, Central-Hotel zerstört          | Standbilder Terrakotta (?)                  | um 1879                | Art und Umfang dieser Arbeiten sind bisher nicht dokumentiert |
| Tag und Nacht                 |      | Berlin-Kreuzberg, Anhalter Bahnhof erhalten   | Monumentalplastiken Kupfer (Galvanoplastik) | 1880                   | die beiden Figuren auf dem Portikus des Anhalter Bahnhofs wurden 2004 durch Kopien ersetzt, die Originale befinden sich seither im DTM                                                              |
| Pegasus                       |      | Frankfurt/M., Alte Oper zerstört              | Monumentalplastik Zinkguss                  | 20. Okt. 1880          | das Original ist 1944 bei einem Bombenangriff zerstört worden, der heutige Pegasus ist eine moderne Arbeit von 1981                                                                                 |
| Gewerbedarstellungen          |      | Berlin-Kreuzberg, Kunstgewerbemuseum erhalten | Relief Terrakotta                           | 21. Nov. 1881          | die 88 Reliefs mit 12 Motiven sind eine Gemeinschaftsarbeit mit Rudolf Siemering, der Anteil Brunows ist bisher nicht genau dokumentiert (Figur links im nebenstehenden Bild Selbstporträt Brunows) |
| Grabfigur                     |      | Köln, Melaten-Friedhof erhalten               | Marmor                                      | 1886                   | Grabmal Felix Koenigs; sehr stark beschädigt |
| Fahnenträger                  |      | Rostock, Ständehaus erhalten                  | Standbild Kupferblech                       | 1891                   | als Bekrönung des Front-Mittelgiebels |
| Wäscherin-Brunnen             |      | Berlin, Inselplatz zerstört                   | Bronze                                      | 1895                   | von der Stadt Berlin gekauft; Figur 1922 Jahre gestohlen, Brunnen danach abgebaut |
| Wäscherin-Brunnen             |      | Berlin, Achenbachstr. zerstört                | Bronze                                      | 1897                   | vergrößerte und leicht veränderte Version des vorhergehenden Brunnens vor dem Haus des Künstlers |

### Büsten und Porträtreliefs
| Person                                          | Bild             | Standort Verbleib                          | Material  | Datierung | Weitere Informationen |
| ----------------------------------------------- | ---------------- | ------------------------------------------ | --------- | --------- | --- |
| Friedrich Franz II. von Mecklenburg             |                  | unbekannt                                  | Gips      | 1868      | nach einer Büste von Christian Genschow |
| Heinrich Seidel                                 | Bild: SK Dresden | Staatl. Kunstsammlung Dresden              | Gips      | 1870      | |
| Helmut von Moltke                               |                  | Parchim, Moltke-Gedenkstätte               | Marmor    | 1875      | seit 1871 mehrfach Exemplare in Gips, Bronze und Marmor verkauft, u. a. an Kaiser Wilhelm I: (verschollen) |
| Friedrich Eggers                                |                  | Berlin, Hüttenhaus verschollen             | Bronze    | 1875      | auch mehrfach in Gips nachweisbar (verschollen) |
| Freiherr vom Stein                              |                  | Stettin, Rathaus erhalten                  | Marmor    | 1881      | die kriegsbeschädigte Büste heute im Muzeum Narodowe |
| Friedrich Franz II.                             |                  | Schwerin, Arsenal verschollen              | Gips      | 1884      | bis 1887 mehrfach auch in Bronze und Marmor nachweisbar (verschollen) |
| Johann Albrecht zu Mecklenburg                  |                  | Schwerin, Museum verschollen               | Gips      | 1884      | Geschenk des Künstlers; seit 1945 als verschollen registriert --- in Terrakotta (70 cm) im Staatlichen Russischen Museum Sankt Petersburg erhalten                                                                 |
| Johann Heinrich von Thünen                      |                  | Berlin, Universität erhalten               | Marmor    | 1889      | im Januar 1889 in der Ehrenhalle der landwirtschaftlichen Fakultät (Invalidenstr.) enthüllt; ein Gipsexemplar im Thünen-Museum Tellow erhalten, ein weiteres im Jeverländischen Haimatmuseum (Schlossmuseum Jever) |
| Georg Adolf Demmler Henriette Demmler (Reliefs) |                  | Schwerin, Demmler-Mausoleum erhalten       | Marmor    | vor 1886? | genaue Datierung nicht möglich |
| Geheimer Kammerrat Ernst von Koppelow (Relief)  |                  | unbekannt                                  | unbekannt | 1891      | Porträtrelief bisher nicht weiter zuzuordnen |
| Werner von Siemens                              |                  | Berlin verschollen                         | Gips      | 1892      | 1892 zur Siemens-Gedenkfeier modelliert, 1893 als Monumentalbüste für die World’s Columbian Exposition gegossen (siehe nachfolgend)                                                                                |
| Werner von Siemens                              |                  | Berlin, Siemens-Hauptverwaltung            | Bronze    | 1893      | von einem Sohn Siemens’ erworben |
| Johann Georg Halske                             |                  | Berlin, Märkisches Museum                  | Bronze    | 1893      | |
| Generalleutnant Alfred von Rauch                |                  | unbekannt                                  | unbekannt | 1893      | Generalleutnant der Infanterie; genaue Zuordnung nicht möglich |
| Emil Pohl                                       |                  | unbekannt                                  | unbekannt | 1894      | Büste des Schriftstellers Emil Pohl |
| Friedrich Franz III. von Mecklenburg            |                  | unbekannt                                  | Bronze    | 1897      | als frei verkäufliche Katalogware angeboten |
| Herr von Heimburg                               |                  | unbekannt                                  | unbekannt | vor 1898  | keine genaueren Angaben möglich |
| Adolf Hermann Jaeger                            |                  | Elberfeld, Rathaus zerstört                | Marmor    | 1898      | Büste des Oberbürgermeisters; seit der Zerstörung des Rathauses 1943 verloren |
| Karl Eggers                                     |                  | Rostock, Museum verschollen                | Gips      | vor 1900  | nach Eggers’ Tod von der Familie zusammen mit einem Porträtrelief an das Museum geschenkt |
| Karl Eggers (Relief)                            |                  | Rostock, Museum verschollen                | Gips      | vor 1900  | nach Eggers’ Tod von der Familie zusammen mit der vorstehenden Büste an das Museum geschenkt |
| Friedrich Schlie                                |                  | Schwerin, Staatl. Museum erhalten          | Marmor    | 1902      | vom Museum in Auftrag gegeben, dessen Direktor Schlie war |
| Friedrich Wilhelm I. von Preußen                |                  | Berlin, Herrenhaus verschollen             | Marmor    | 1905      | für das Preußische Abgeordnetenhaus |
| Otto Büsing                                     |                  | Schwerin, Staatl. Museum erhalten          | Marmor    | 1907      | 1932 aus dem Nachlass der Frau Büsing dem Museum geschenkt |
| Ludwig Brunow (Relief)                          |                  | Berlin, Alter-12-Apostel-Friedhof zerstört | Bronze    | 1909?     | für das Grabmal der Familie Brunow |
| Klara Brunow (Relief)                           |                  | Berlin, Alter-12-Apostel-Friedhof zerstört | Bronze    | 1909?     | für das Grabmal der Familie Brunow (Ehefrau des Künstlers, gest. 1938) |
| Sophia Feldt, geb. Brunow (Relief)              |                  | Berlin, Alter-12-Apostel-Friedhof zerstört | Bronze    | 1909?     | für das Grabmal der Familie Brunow (Tochter des Künstlers, gest. 1909) |
| Hans Ferdinand Feldt (Relief)                   |                  | Berlin, Alter-12-Apostel-Friedhof zerstört | Bronze    | 1909?     | für das Grabmal der Familie Brunow (Schwiegersohn des Künstlers) |
| Otto Drewes (Relief)                            |                  | Schwerin, Alter Friedhof erhalten          | Bronze    | 1910      | für das Grabmal des Kammersängers |

### Kleinplastiken, Reliefs, Entwürfe
| Motiv                                            | Bild             | Standort Verbleib                    | Material      | Datierung | Weitere Informationen                                                                          |
| ------------------------------------------------ | ---------------- | ------------------------------------ | ------------- | --------- | ---------------------------------------------------------------------------------------------- |
| Weiblicher Akt (Statuette)                       |                  | unbekannt                            | Gips          | 1869      | Studienarbeit                                                                                  |
| Die Barmherzigkeit (Relief)                      |                  | für ein Berliner Armenhaus           | Terrakotta?   | 1870      | keine Zuordnung möglich                                                                        |
| Der Liebesbote (Statuette)                       |                  | Schloss Kaarz verschollen            | Marmor        | 1870/76   | Modell 1870, Marmor 1876; mehrere Exemplare in Gips nachweisbar (verschollen)                  |
| Borussia (Statuette)                             |                  | unbekannt                            | Bronze?       | 1870      | für einen nicht genannten Militärjubilar                                                       |
| Die Braut von Korinth (Relief)                   | Bild: SK Dresden | Dresden, Staatliche Kunstsammlung    | Gips          | 1871      | in zahlreichen Exemplaren verkauft                                                             |
| Bacchusknaben (Statuette)                        |                  | L. Brunow verschollen                | Gips          | 1873      | Entwurf für einen Brunnen                                                                      |
| Trautes Heim (Relief)                            |                  | Erfurt, Angermuseum verschollen      | Gips          | 1873      | auch als Familienglück oder Eine glückliche Familie bezeichnet; mehrfach verkauft              |
| Erfüllter Traum (Statuette)                      |                  | unbekannt                            | Bronze Marmor | 1870      | mehrfach in verschiedenen Materialien gefertigt und verkauft                                   |
| Entwurf Honved-Denkmal                           |                  | L. Brunow verschollen                | Gips          | 1876      | keine näheren Angaben möglich                                                                  |
| Adalbert von Preußen (Denkmalentwurf)            |                  | L. Brunow verschollen                | Gips          | 1879      | für ein Standbild in Wilhelmshaven (den Auftrag erhielt Karl Schuler)                          |
| Vater Rhein (Tafelaufsatz)                       |                  | Kaiserlicher Kunstbesitz verschollen | Silber        | 1881/83   | Teil des sogenannten Städtesilbers zur Hochzeit des Prinzen Wilhelm                            |
| Friedrich Franz II. (Denkmalentwurf)             |                  | L. Brunow verschollen                | Gips          | 1883      | Wettbewerbsentwurf; den Auftrag erhielt Hugo Berwald                                           |
| Pantherjäger (Statuette)                         |                  | Privatbesitz                         | Bronze        | 1884      | mehrfach in Bronze verkauft                                                                    |
| Wilhelm I. (Denkmalentwurf)                      |                  | L. Brunow verschollen                | Gips          | 1889      | Entwurf für ein Kaiser-/Kriegerdenkmal in Stettin (2. Preis); den Auftrag erhielt Karl Hilgers |
| Joachim II. (Entwurf)                            |                  | L. Brunow zerstört                   | Ton           | 1891      | geplant für die Ausschmückung der Kaiser-Wilhelm-Gedächtniskirche Berlin; nicht realisiert     |
| Reiterfigur Friedrich Franz II.                  |                  | L. Brunow Privatbesitz               | Zinkguss      | 1893/95   | Replik der Figur vom Reiterdenkmal in Schwerin                                                 |
| Einzug des Großherzogs in Schwerin 1871 (Relief) |                  | L. Brunow verschollen                | Bronze        | 1893      | Kopie eines Sockelreliefs de Reiterdenkmals in Schwerin (siehe oben)                           |
| Bismarck (Denkmalsentwurf)                       |                  | L. Brunow verschollen                | Gips          | 1894      | Entwurf zum Bismarck-Nationaldenkmal Berlin (2. Preis); den Auftrag erhielt Reinhold Begas     |
| Der Hagestolz (Relief)                           |                  | Erfurt, Angermuseum verschollen      | Gips          | vor 1898  | vom Künstler 1898 als Geschenk                                                                 |
| Elberfelder Armenpflegedenkmal (Entwurf)         |                  | L. Brunow verschollen                | Gips          | 1901      | Wettbewerbsentwurf für Elberfeld (2. Preis); den Auftrag erhielt Wilhelm Neumann-Torborg       |